# 纱玉河
纱玉河，位于柔佛新山市区。发源于义兴路绵裕亭内，然后沿着敦拉萨路流下，穿过市区的黄亚福街，尽头在柔佛海峡出口。
纱玉河流经该河的东岸和西岸。有一个名为纱玉岛的小形状三角形岛。岛上有一个湿市场。塞吉特河西岸主要由潮州人定居。河边的路叫直律街（Jalan Trus），19世纪时在该地区的大部分业务都由潮州人拥有，柔佛古庙也在这里。与直律街（Jalan Trus）相邻的道路是陈旭年街，伊布拉欣街（Jalan Ibrahim）和杜比街（Jalan Dhoby）。
纱玉河的东岸主要由广东人移民定居。 19世纪时林阿翔拥有的士都兰（Stulang）蒸汽锯木场位于梅尔德鲁姆路（Jalan Meldrum）附近，而柔佛州新山市中心的锯木场街（Jalan Sawmill）则以此锯木场命名。19世纪时黄亚福在河东岸拥有大片土地，黄亚福街以他的名字命名。兆镇街、兆焜街和兆南街是以黄亚福的儿子命名的道路。柔佛州新山中央火车站也位于河的东岸，火车街（Jalan Stesen）侧以火车站命名。

## 名称
纱玉河的马来文名中的的Segget是从英文Sea Gate（河口的闸门）演译而来。这个闸门至今仍然存在，作用在于调节纱玉河的水位。中文名称则为Segget的译名。

## 历史
在1855年新山开埠初期，纱玉河两岸尽是一片低洼的沼泽地。当时的政府动员了许多劳工与犯人，从现在的苏丹依布拉欣大楼（州政府大厦）的所在地，运来大量的土地填平,新山市区就是这样立起来的。2003年6月,新山市政局以“美化新山市区”为名，进行了多项美化工程,工程重点便是全面展开铺盖纱玉河工程，在河面上铺建富丽堂皇的人行大道及文化广场。耗资2千万令吉的纱玉广场在2005年5月正式完工。